# Boqueirão
Boqueirão é um município brasileiro localizado  no Sertão do Cariri (Oriental) Paraibano e na Região Metropolitana de Campina Grande, estado da Paraíba. Sua população em 2011 foi estimada pelo IBGE (Instituto Brasileiro de Geografia e Estatística) em 16.966 habitantes, distribuídos em 424 km² de área.

## História

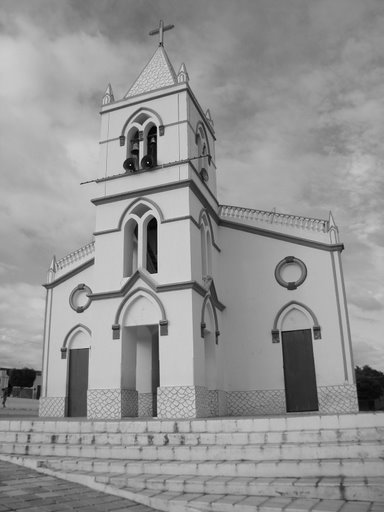
Igreja Matriz Nossa Senhora do Desterro.

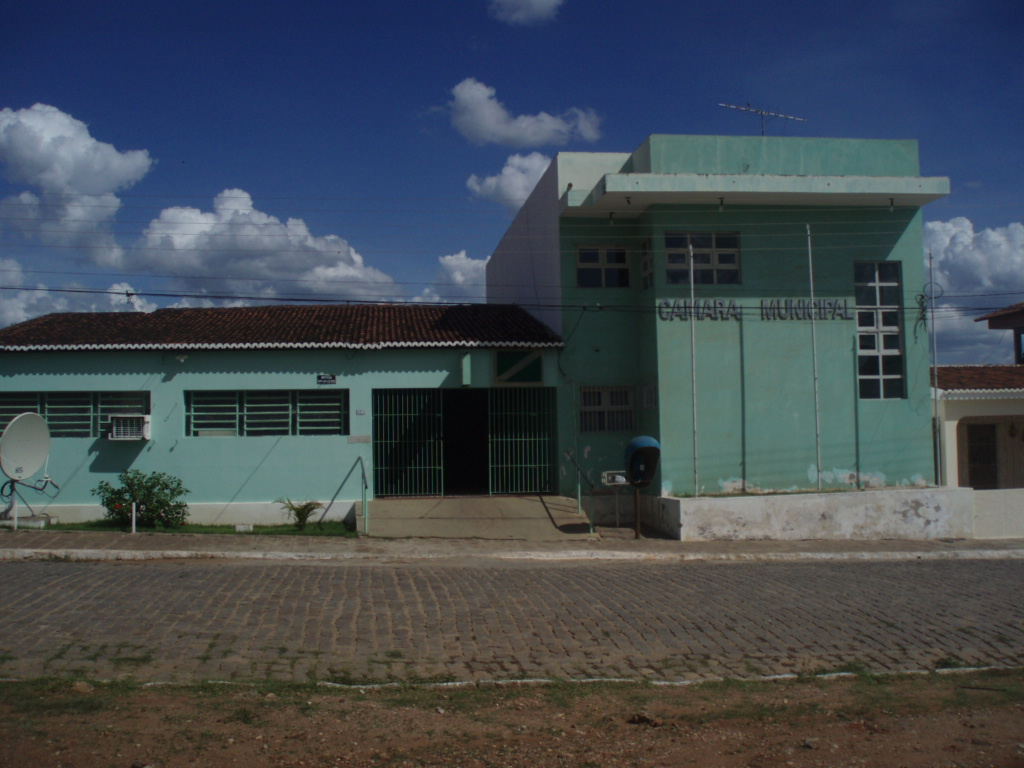
Câmara Municipal de Boqueirão, sede do poder legislativo.

### Clima
O município está incluído na área geográfica de abrangência do semiárido brasileiro, definida pelo Ministério da Integração Nacional em 2005. Esta delimitação tem como critérios o índice pluviométrico, o índice de aridez e o risco de seca.